# Inostemma apsyllae
Inostemma apsyllae är en stekelart som beskrevs av Austin 1984. Inostemma apsyllae ingår i släktet Inostemma och familjen gallmyggesteklar. Inga underarter finns listade i Catalogue of Life.